# Атонія
Атоні́я (грец. ατονια — в'ялість, слабість) — відсутність нормального тонусу м'язів скелета або внутрішніх органів, втрата м'язовими елементами здатності енергійно скорочуватись. Є одним з клінічних проявів, симптомом деяких хвороб.
Атонію може спричинити загальне виснаження, розлади нервової діяльності тощо.
Найчастіше спостерігають атонію шлунка, кишки та матки.
Лікування атонії — усунення основного захворювання.
| симптом | Це незавершена стаття про симптом хвороби. Ви можете допомогти проєкту, виправивши або дописавши її. |